# Atelognathus nitoi
Atelognathus nitoi је водоземац из реда жаба (Anura). 

## Угроженост
Ова врста се сматра рањивом у погледу угрожености врсте од изумирања.

## Распрострањење
Ареал врсте је ограничен на једну државу. 
Аргентина је једино познато природно станиште врсте.

## Станиште
Станишта врсте су шуме и слатководна подручја. 
Врста је по висини распрострањена од 1300 до 1550 метара надморске висине.